# Ernst Feja
Ernst Feja (Breslau, 1 de juny de 1899 - Zúric, 1 de setembre de 1927) fou un ciclista alemany, professional des del 1921 fins al 1927. Especialitzat en el ciclisme en pista, va morir durant la disputa d'una cursa al velòdrom de Zuric.

## Palmarès en pista
- 1926
  - 1r als Sis dies de Breslau (amb Piet van Kempen)